# Susquehanna (rzeka)
Susquehanna (ang. Susquehanna River) – rzeka we wschodniej części Stanów Zjednoczonych. Długość około 715 km, powierzchnia dorzecza 71 tys. km². Wypływa z jeziora Otsego w pobliżu Cooperstown w stanie Nowy Jork, uchodzi do zatoki Chesapeake w stanie Maryland. Przepływa przez stany Nowy Jork, Pensylwania i Maryland. Nad rzeką leży Harrisburg, stolica Pensylwanii.
Jest jedną z najstarszych rzek na świecie. Jej nazwa pochodzi od Sisa’we’had’hanna (Rzeczna Ostryga), jak nazywali rzekę Indianie z irokeskiego plemienia Susquehannock (inna nazwa: Conestoga) zamieszkującego dzisiejsze tereny stanu Delaware. 